# 锡村
锡村（法語：Scye，法語發音：[si]）是法国上索恩省的一个市镇，属于沃苏勒区。

## 地理
锡村（47°39'21"N, 6°3'29"E）面积5.84 平方千米，位于法国勃艮第-弗朗什-孔泰大區上索恩省，该省份为法国东部内陆省份，北起顺时针与孚日省、贝尔福地区省、杜省、汝拉省、科多尔省和上马恩省接壤。
与锡村接壤的市镇（或旧市镇、城区）包括：索恩港、格拉特里、蒙蒂尼莱沃苏勒、沃舒。

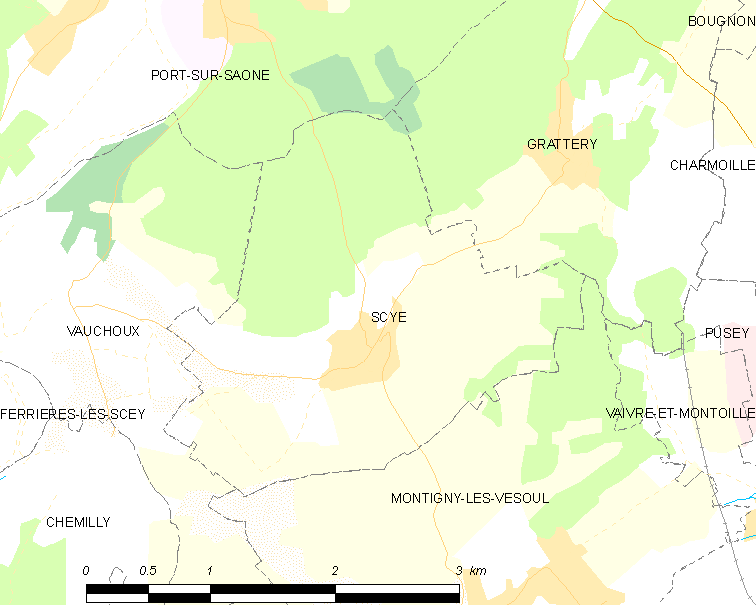
锡村的OSM定位图

锡村的时区为UTC+01:00、UTC+02:00（夏令时）。

## 行政
锡村的邮政编码为70170，INSEE市镇编码为70483。

## 政治
锡村所属的省级选区为索恩港县。

## 人口

1962-2008年间锡村人口变化图示

锡村于2022年1月1日时的人口数量为135人。